# Jugendherberge Dresden „Jugendgästehaus“

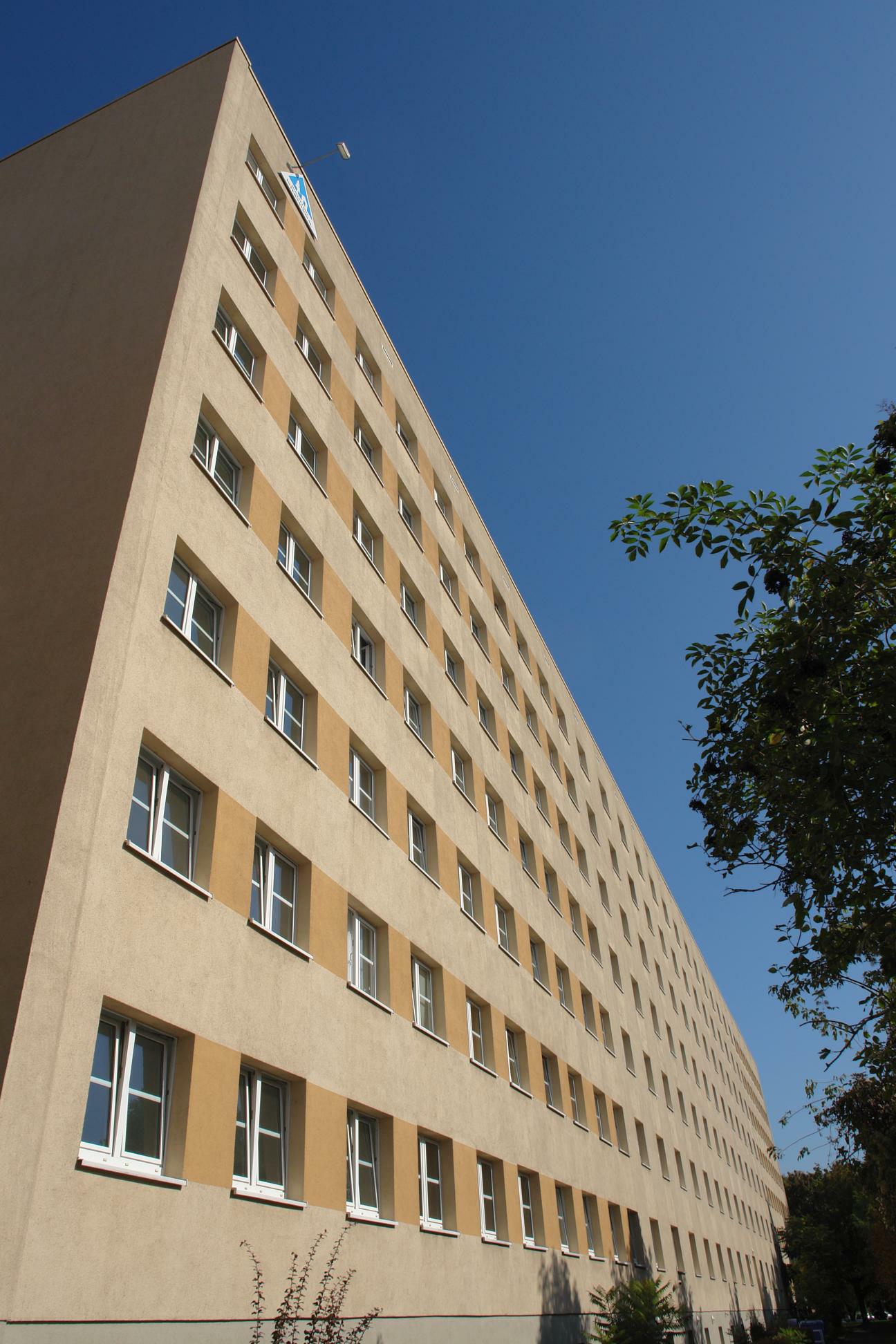
Jugendherberge Dresden Jugendgästehaus (2009)

Die Jugendherberge Dresden „Jugendgästehaus“ ist eine Jugendherberge an der Maternistraße 22 in der Wilsdruffer Vorstadt/Seevorstadt-West, am Freiberger Platz in Dresden. Sie ist die größte Jugendherberge in Sachsen. In der DDR-Zeit war dort das Internatsgebäude der Bezirksparteischule untergebracht.

## Überblick
Der siebengeschossige Baukörper, dessen Fassade 34 Fensterachsen lang ist, „bildet den räumlichen Abschluss der Sportbauten nach Süden“. Zusammen mit den anderen Gebäuden wie der Schwimm- und Sprunghalle ergibt das ehemalige Internatsgebäude ein Ensemble an Bauten am Freiberger Platz. Das Gebäude beherbergt heute das Jugendgästehaus Dresden und bildet die „größte Jugendherberge Sachsens“.

## Beschreibung
Der Gebäudekomplex wurde von 1974 bis 1975 nach Entwürfen der Architekten Bruno Kandler und Herbert Löschau (Städtebau) errichtet. Es ist ein siebengeschossiger Baukörper mit zwei an der Seite befindlichen, hervortretenden Risaliten auf seiner Nordseite. Die Fassade ist 34 Fensterachsen lang. Jeweils zehn Fensterachsen werden sowohl an dem linken Seitenrisalit, wie am rechten Seitenrisalit mit horizontalen Fensterbändern zusammengefasst. Die in der Mitte befindlichen 14 Fensterachsen werden nicht durch Fensterbänder eingebunden und bilden eine Lochfassade. Das Gebäude verfügte über 388 Internatsplätze und wurde in einer 5-Megapond-Plattenbauweise mit Keramikmosaik-Oberfläche erbaut.
Da diese Jugendherberge früher wie ein Hotel eingerichtet war, gibt es nach eigenen Angaben bei 480 Betten insgesamt sehr viele Zweibettzimmer mit Dusche und WC, einige davon barrierefrei. Dazu kommen sieben Seminarräume.